# Besmir Banushi
Besmir Banushi, né le 24 juillet 1988 à Vlora, est un coureur cycliste albanais.

## Palmarès et classements mondiaux

### Palmarès
- 2006
  - Trofej Sajamskih Gradova
  - 2e du Tour d'Albanie
  -  Médaillé de bronze du championnat des Balkans sur route juniors
- 2007
  - 1re étape du Tour d'Albanie
  - 2e du Tour d'Albanie
- 2008
  -  Champion des Balkans sur route
  - 2e du Tour d'Albanie
  - 3e du championnat d'Albanie du contre-la-montre
- 2009
  - 2e du Tour d'Albanie
- 2010
  - Tour d'Albanie :
    - Classement général
    - 5e étape

  - 3e du championnat d'Albanie sur route
  - 3e du Tour du Kosovo
- 2011
  - Tour d'Albanie :
    - Classement général
    - 1re et 4e étapes

  - 2e du championnat d'Albanie sur route
  - 2e du Trofeo San Serafino
  - 3e de Cirié-Pian della Mussa
- 2012
  - Tour d'Albanie :
    - Classement général
    - 3e étape

  - Tour du Kosovo :
    - Classement général
    - 3e et 4e étapes

  - 3e du championnat d'Albanie sur route
- 2015
  - Prologue du Tour d'Albanie
  - 2e du championnat d'Albanie du contre-la-montre
  - 3e du championnat d'Albanie sur route
  - 3e du Tour du Kosovo
  - 3e du Tour d'Albanie
- 2016
  - 2e étape du Tour d'Albanie
  - 2e du Tour d'Albanie
- 2017
  - 4e étape du Tour du Kosovo
  - 2e du championnat d'Albanie du contre-la-montre
  - 2e du Tour du Kosovo
  - 3e du championnat d'Albanie sur route
- 2018
  - 3e du championnat d'Albanie du contre-la-montre
- 2020
  - 3e du championnat d'Albanie sur route

### Classements mondiaux
| Année           | 2007 | 2008 | 2009 | 2010 | 2011 | 2012 | 2013 | 2014 | 2015 |
| --------------- | ---- | ---- | ---- | ---- | ---- | ---- | ---- | ---- | ---- |
| UCI Europe Tour | 967e | 525e | nc   | 817e |      |      |      |      | 553e |